# Marie Say
Marie Charlotte Constance Say, par ses mariages princesse de Broglie puis princesse d'Orléans, est née le 25 août 1857 à Verrières-le-Buisson, et morte le 15 juillet 1943 à Paris VII. Petite-fille et héritière du richissime industriel du sucre Louis Say, elle est une personnalité de la Belle Époque et des Années folles.

## Famille
Marie Say est héritière d'une famille de magnats du sucre, la famille Say, l'une des plus riches familles de France. Elle est la fille de l'industriel Constant Say (1816-1871) et de son épouse Jeanne Marie Émilie Wey (fille de Jean-Baptiste Wey, nommé payeur du trésor royal du Jura en 1828, puis payeur général de la Somme en 1837), et la petite-fille de l'industriel Louis Say (1774-1840) ainsi que la petite-nièce de l'économiste Jean-Baptiste Say (1767-1832). 
Elle a une sœur aînée, Jeanne Say (1848-1916), mariée avec Roland de Cossé-Brissac, marquis de Brissac (1843-1871), fils aîné de Timoléon de Cossé-Brissac (1813-1888), duc de Brissac, et d'Angélique Le Lièvre de La Grange (1822-1873). Elle a également un frère aîné, Henry Say (1855-1899), qui succède à leur père à la tête de la raffinerie Say.
Le 8 juin 1875, Marie Say épouse le prince Henri Amédée de Broglie (1849-1917), fils d'Albert de Broglie (1821-1901), duc de Broglie, ambassadeur de France, ancien président du conseil, député puis sénateur, membre de l'Académie française, et de Pauline de Galard de Brassac de Béarn (1825-1860).

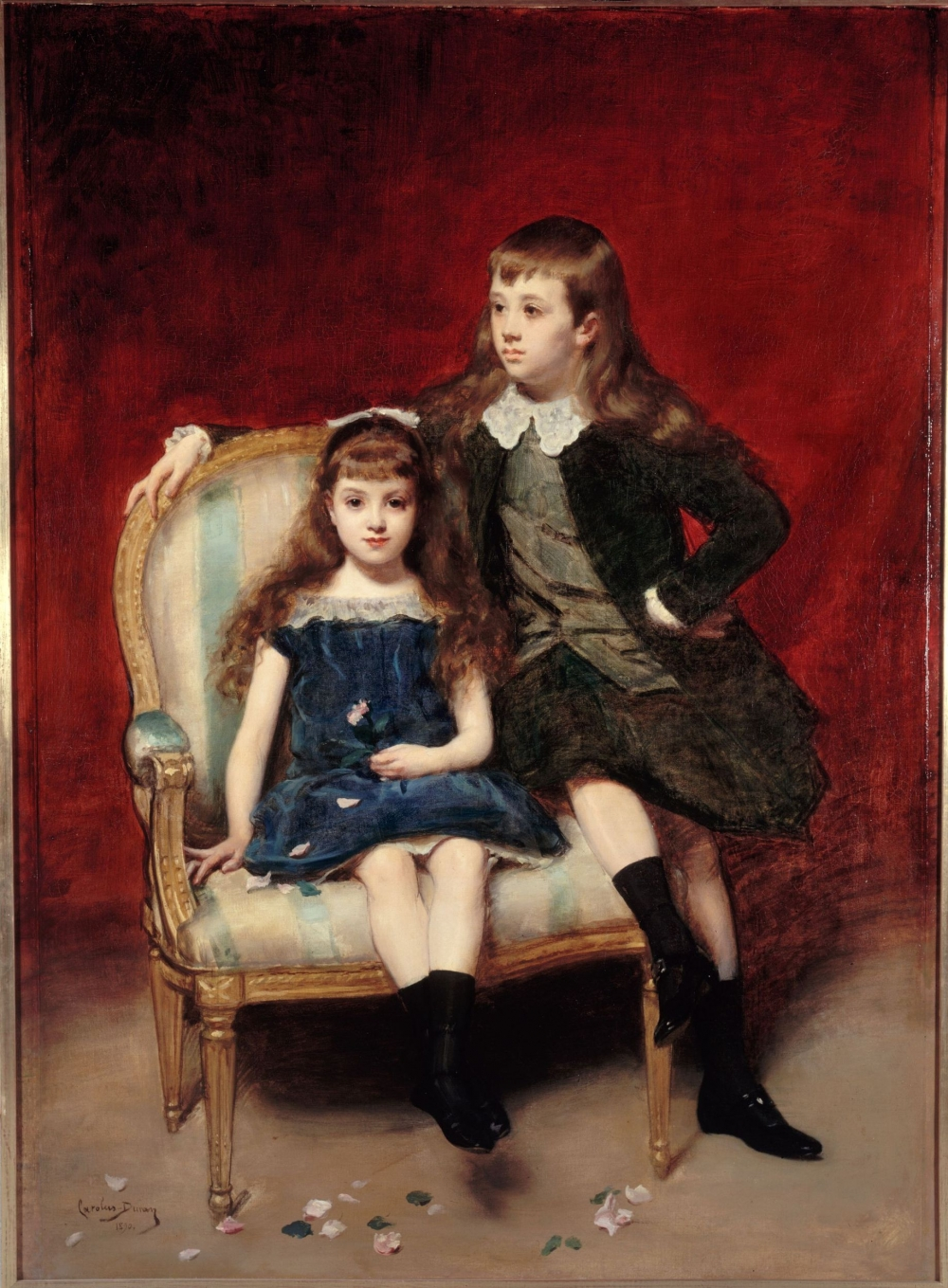
Portrait de ses enfants, Marguerite et Robert de Broglie.

Du mariage de Marie Say avec Henri Amédée de Broglie naissent cinq enfants :
- Albert de Broglie (1876-1922), prince de Broglie, marié en 1903 avec Marie d'Harcourt (1882-1909), dont postérité éteinte ;
- Antoinette de Broglie (1877-1877), princesse de Broglie ;
- Jacques de Broglie (1878-1974), prince de Broglie, marié en 1905 avec Marguerite Berthier de Wagram (1887-1966), dont postérité ;
- Robert de Broglie (1880-1956), prince de Broglie ;
- Marguerite de Broglie (1883-1973), princesse de Broglie, mariée en 1904 avec Guy de Lubersac, puis en 1947 avec André Pariente.

Devenue veuve, la princesse Marie se remarie, en 1930, avec l'infant d'Espagne Louis-Ferdinand d'Orléans (1888-1945), fils cadet du prince Antoine d'Orléans (1866-1930), duc de Galliera, et de son épouse la princesse Eulalie de Bourbon (1864-1958), infante d’Espagne.

## Biographie

### Une richissime héritière
Orpheline à 14 ans en 1871, Marie Say hérite d'une immense fortune bâtie par son grand-père, l'industriel du sucre Louis Say. À l’âge de 17 ans, elle s’entiche du château de Chaumont-sur-Loire et l’acquiert, le 17 mars 1875, pour 1 706 500 francs-or, payés « sur ses économies de jeune fille ». 
Quelques mois plus tard, le 8 juin, elle se marie, encore mineure, avec le prince Amédée de Broglie, fils cadet du Président du Conseil Albert de Broglie. Outre Chaumont avec un domaine de 1025 hectares, Marie apporte en dot douze millions de francs-or.
À l’époque de son mariage, le prince Amédée poursuit une carrière militaire mais, très amoureux de son épouse, il abandonne, à sa demande, en 1890, ses fonctions dans l’armée pour prendre en main la gestion du domaine de Chaumont.

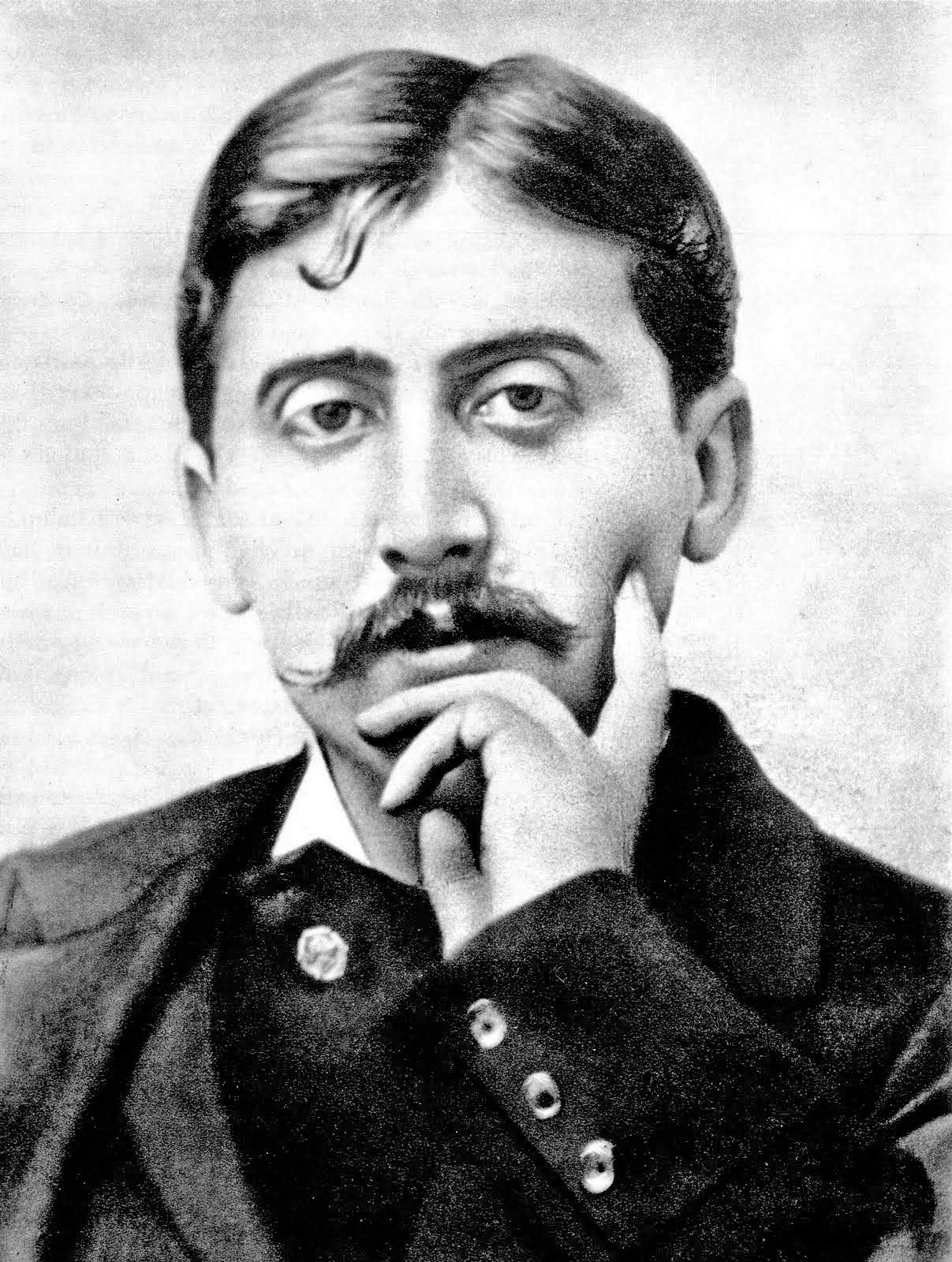
L'écrivain Marcel Proust s'est inspiré de l'entourage de la princesse dans À la recherche du temps perdu.

### Une figure du Tout-Paris
À Paris, la princesse tient salon dans l'hôtel particulier provenant de ses beaux-parents, 10 rue de Solférino. Elle reçoit alors nombre d’artistes et d’intellectuels tels que les écrivains Marcel Proust, Léon Daudet et Jean Cocteau ou le pianiste Francis Poulenc. Certains de ces artistes sont également invités à Chaumont.
Marie organise par ailleurs de nombreuses réceptions, durant lesquelles elle reçoit les figures du Tout-Paris : Robert de Montesquiou-Fezensac, Boni de Castellane, Edmond de Polignac, Winnaretta Singer et Élisabeth de Gramont sont ainsi des proches de la princesse et de son époux.
Dans les années 1910, Marie tombe amoureuse du tango, auxquels l’initient l’infant Louis-Ferdinand d'Orléans et ses favoris le marquis Falco de Vasconcellos et Jose Maria Soto. Malgré les critiques de l’archevêque de Paris, qui ne voit dans cette danse qu'une pratique pornographique, la princesse devient d’ailleurs si experte dans cette danse qu’elle gagne en 1913, à l'âge de 56 ans, le 1er prix d’un grand concours parisien.

### La princesse de Chaumont

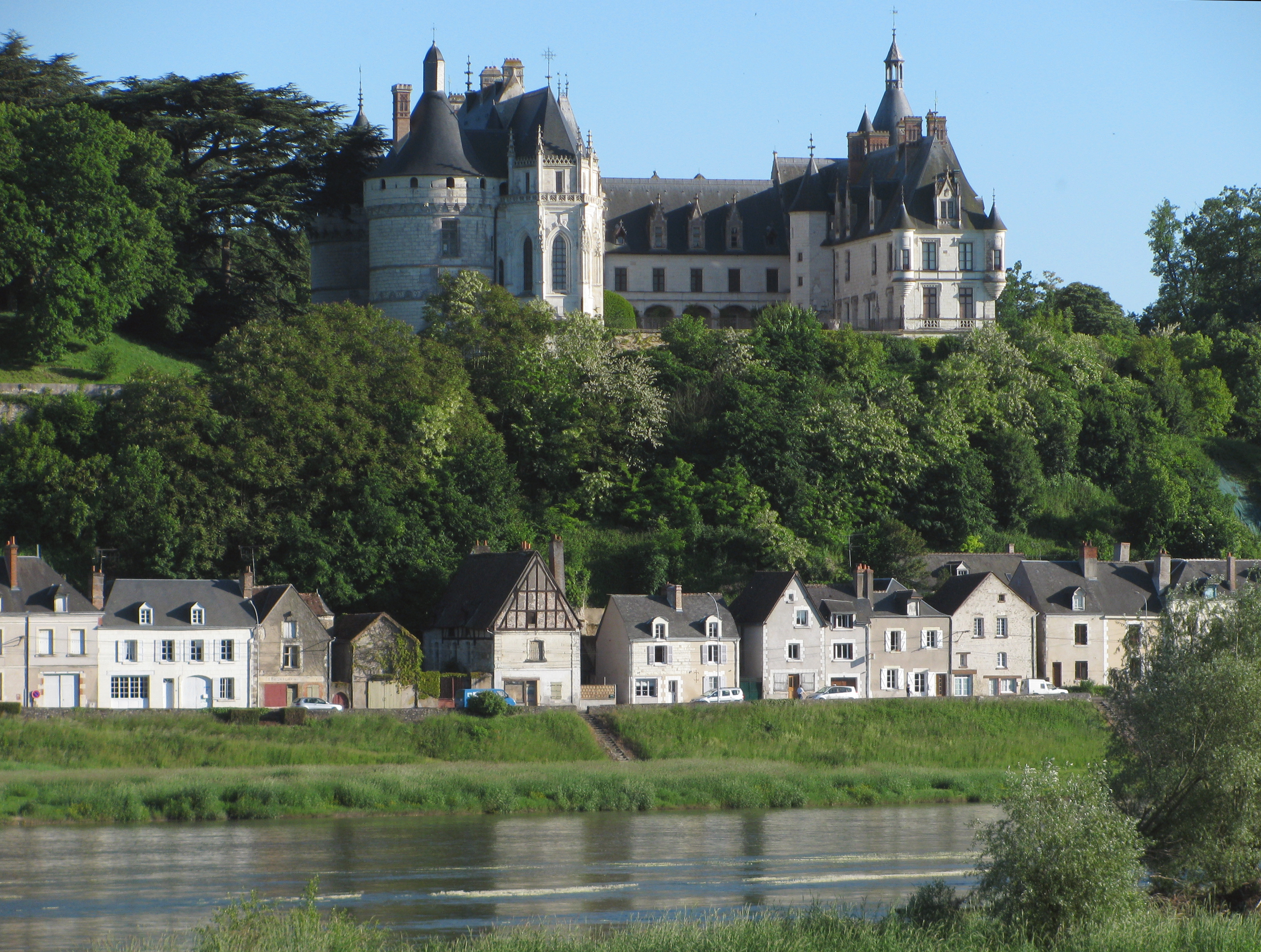
Vue du château de Chaumont-sur-Loire.

Avec son époux, Marie passe la moitié de l’année à Chaumont, en automne, en hiver et durant une partie de l’été. Afin de restaurer et moderniser le château,  son époux et elle, de 1875 à 1890, font appel à l'architecte Ernest Sanson : celui-ci réalise la restitution de nombreux éléments du décor extérieur et intérieur dans l'esprit néorenaissance, la construction de vastes et luxueuses écuries « à l'anglaise » bénéficiant d'aménagements modernes, l'installation de l’eau courante, de l’électricité, etc.
À partir de 1884, le parc du château est redessiné par le paysagiste Henri Duchêne. Pour ce faire, des maisons vétustes, encombrant les abords du château, sont démolies et leurs habitants relogés sur les bords de la Loire, tandis que la vieille église et le cimetière sont déplacés et reconstruits. L'alimentation en eau du domaine est complétée par un pompage sous la Loire. Le coût de ces importants travaux s'élève à 560 000 francs-or, sans entamer pour autant le capital d'une fortune colossale.
Les Broglie agrandissent par acquisitions successives, le domaine agricole et forestier, portant sa contenance à 2 500 hectares et améliorant ses aménagements et sa productivité. Inspirés par la physiocratie, ils font édifier, entre 1903 et 1913, une ferme-modèle, dont le coût important empêche cependant son achèvement. 
Enfin, passionnée par la botanique, et notamment par les orchidées comme les cattleyas, la princesse fait construire de vastes serres tropicales dans les jardins du château.

### Des goûts fastueux
Pendant près de quarante ans, Chaumont et l'hôtel de la rue de Solférino sont le cadre de fêtes somptueuses. Ainsi, pour divertir ses invités de marque, la princesse n'hésite pas à faire venir par train spécial la troupe de la Comédie-Française ou l'Opéra de Paris et son orchestre dans son château.
André de Fouquières raconte que « la princesse, éprise de splendeurs orientales, aimait à recevoir les grands seigneurs des Indes, les maharajahs de Kapurthala, de Baroda, de Patiala. » En octobre 1898, son ami, le maharajah de Kapurthala, lui fait d'ailleurs présent d'une femelle éléphant nommée Miss Pungi. 
« Sans doute à cause d'une fortune qui lui permettait toutes les fantaisies, [la princesse Marie] se montrait quelque peu despotique. À l'hôtel, craignant d'être incommodée par le bruit qu'auraient pu faire ses voisins, elle exigeait une chambre isolée, c'est-à-dire qu'aucun appartement, ni à gauche, ni à droite, ni au-dessus, ni au-dessous ne devait être occupé – ce qui augmentait singulièrement ses notes de séjour… Mais ce n'était là pour elle qu'un futile détail. »

### Une fortune écornée
En 1905, le « krach Crosnier », au terme duquel le directeur général de la raffinerie Say, François-Ernest Crosnier (qui avait utilisé les fonds de la société pour spéculer sur le coton), se suicida le 27 août, amoindrit les revenus du patrimoine de la princesse. On dit qu'après une première chute de la Bourse qui lui avait fait perdre vingt-huit millions or, elle dit d'un ton léger à son mari : « Je crois qu'il faudra diminuer notre train de vie. Aussi j'ai décidé de supprimer les petits pains de foie gras du goûter. ». 
Mais de nouveaux revers contraignirent à des mesures plus drastiques. L'éléphante, dont la seule construction de l’aouda et la nourriture représentaient une dépense de vingt chevaux, fut soignée par quatre cornacs successifs avant d'être donnée au Jardin d'acclimatation de Paris où, amoureuse dédaignée du grand éléphant mâle, elle dépérit et mourut.

### Un second mariage extravagant
Devenue veuve en 1917, la princesse se remarie, en 1930, avec le prince Louis-Ferdinand d'Orléans, arrière-petit-fils du Roi Louis-Philippe, à qui sa qualité d'infant d'Espagne avait été retirée en 1924, en raison de sa vie tumultueuse. L’annonce du mariage fait grand bruit : l'extravagant prince Louis-Ferdinand est âgé de près de 42 ans alors que Marie en a 73. Cet époux volage et peu scrupuleux achève de dilapider la fortune de sa femme. Il faut vendre l'hôtel particulier de la rue de Solférino puis, en 1938, le château de Chaumont, acheté par l'État pour 1 800 000 francs.
En 1943, la princesse meurt, à 86 ans, dans un modeste appartement de la rue de Grenelle, à Paris.

### Évocations littéraires
- Marcel Proust évoque à plusieurs reprises la princesse et son château dans ses Chroniques. Dans Albertine disparue, il écrit par ailleurs : « la mélodie de Fauré, le Secret, m'avait amené au Secret du Roi du duc de Broglie, le nom de Broglie à celui de Chaumont ».
- Jean Cocteau fait également référence à la princesse dans ses mémoires, Le Passé défini. Évoquant une danse à la mode en 1913, il écrit : « Je me souviens d'un cauchemar. Chez la princesse de Polignac, la vieille princesse Amédée de Broglie et Boni de Castellane bondissaient de la sorte d'un bout à l'autre du vaste salon... ».